# Friedrich Karl Schmidt
Friedrich Karl Schmidt (22 septembre 1901 - 25 janvier 1977) est un mathématicien allemand, qui apporte des contributions notables à l'algèbre et à la théorie des nombres.

## Biographie
Schmidt étudie de 1920 à 1925 à Fribourg et Marbourg. En 1925, il termine son doctorat à l'Université de Fribourg-en-Brisgau sous la direction d'Alfred Loewy. En 1927, il devient Privatdozent (conférencier) à l'Université d'Erlangen, où il reçoit son habilitation et en 1933 devient professeur extraordinaire. En 1933/34, il est dozent à l'université de Göttingen, où il travaille avec Helmut Hasse. Schmidt est ensuite professeur ordinaire à l'université d'Iéna de 1934 à 1945. Pendant la Seconde Guerre mondiale, il est à la Deutsche Versuchsanstalt für Segelflug (station de recherche allemande pour le vol à voile) à Reichenhall. Il est professeur de 1946 à 1952 à l'Université de Münster et de 1952 à 1966 à l'Université de Heidelberg, où il prend sa retraite en tant que professeur émérite.
Au milieu des années 1930, Schmidt fait partie de la rédaction de Grundlehren der mathematischen Wissenschaften.
Schmidt est élu en 1954 membre de l'Académie des sciences de Heidelberg et est nommé en 1968 docteur honoris causa de l'Université libre de Berlin.
Schmidt est connu pour ses contributions à la théorie des corps de fonctions algébriques et en particulier pour sa définition d'une fonction zêta pour les corps de fonctions algébriques et sa preuve du théorème de Riemann-Roch généralisé pour les corps de fonctions algébriques (où le corps de base peut être un nombre arbitraire champ parfait). Il contribue également à la Théorie des corps de classes et à la théorie de la Valuation.